# Telise
Koordinaten: 59° 10′ N, 23° 32′ O
Telise (schwedisch Tällnäs) ist ein Dorf (estnisch küla) in der Landgemeinde Lääne-Nigula (bis 2017: Landgemeinde Noarootsi) im Kreis Lääne in Estland.

## Einwohnerschaft und Lage

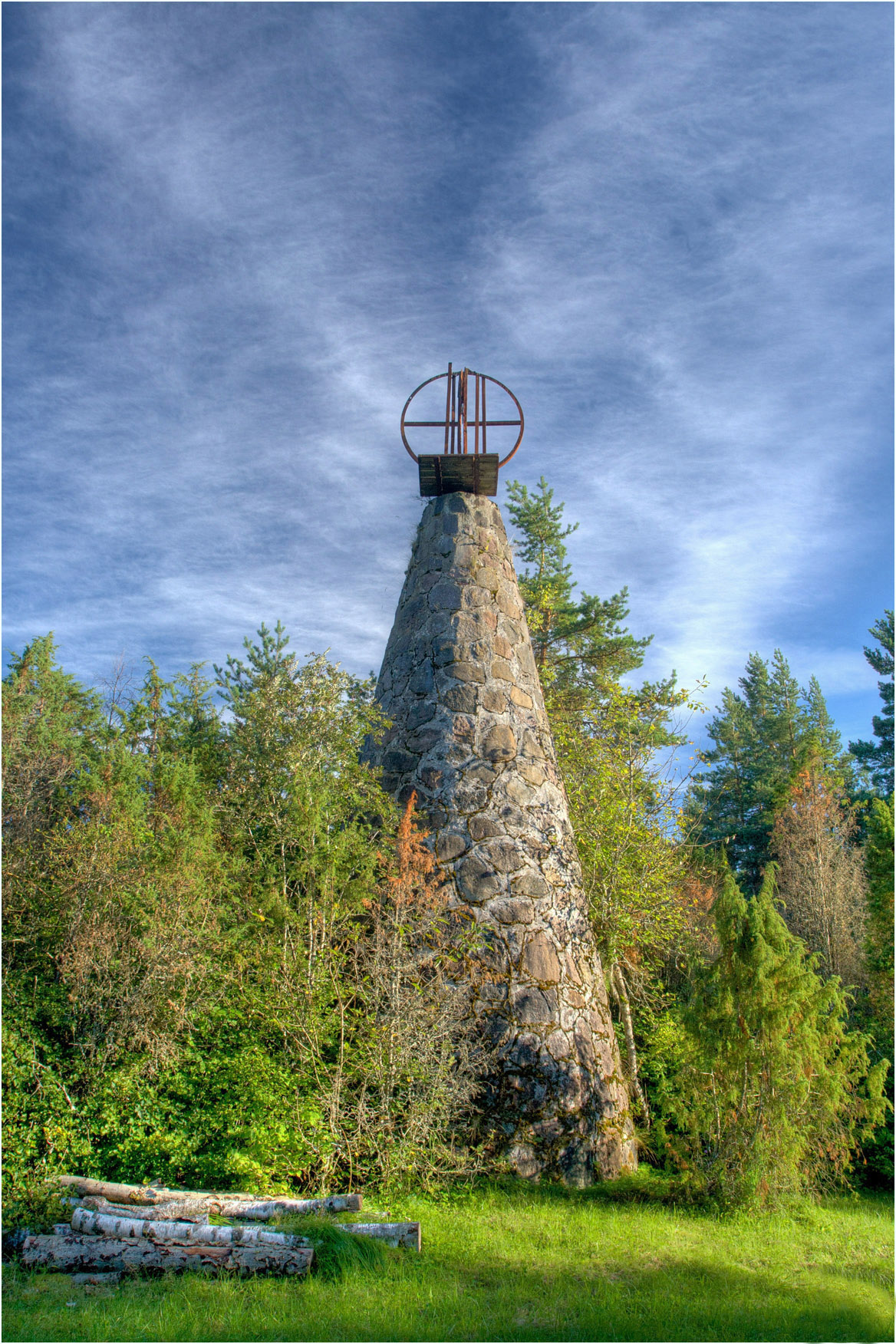
Bake

Der Ort hat heute nur noch vier Einwohner (Stand 31. Dezember 2011).
Der Ortsname ist offiziell zweisprachig estnisch und schwedisch, da das Dorf bis 1944 zum traditionellen Siedlungsgebiet der Estlandschweden gehörte.

## Seezeichen
In Estland einzigartig sind die beiden Seezeichen (Baken), die sich auf der Halbinsel Telise (Telise neem) befinden. Sie wurden 1910 aus örtlichen Steinen errichtet. Die Konstruktionen sind 11,9 m bzw. 7 m hoch. Ihr Abstand beträgt 416 Meter.
Beide Baken stehen unter Denkmalschutz; sie haben heute ihre Bedeutung für die Schifffahrt auf der Ostsee verloren.